# Dasychira partita
Dasychira partita är en fjärilsart som beskrevs av Schultze 1934. Dasychira partita ingår i släktet Dasychira och familjen tofsspinnare. Inga underarter finns listade i Catalogue of Life.